# Hard Bop

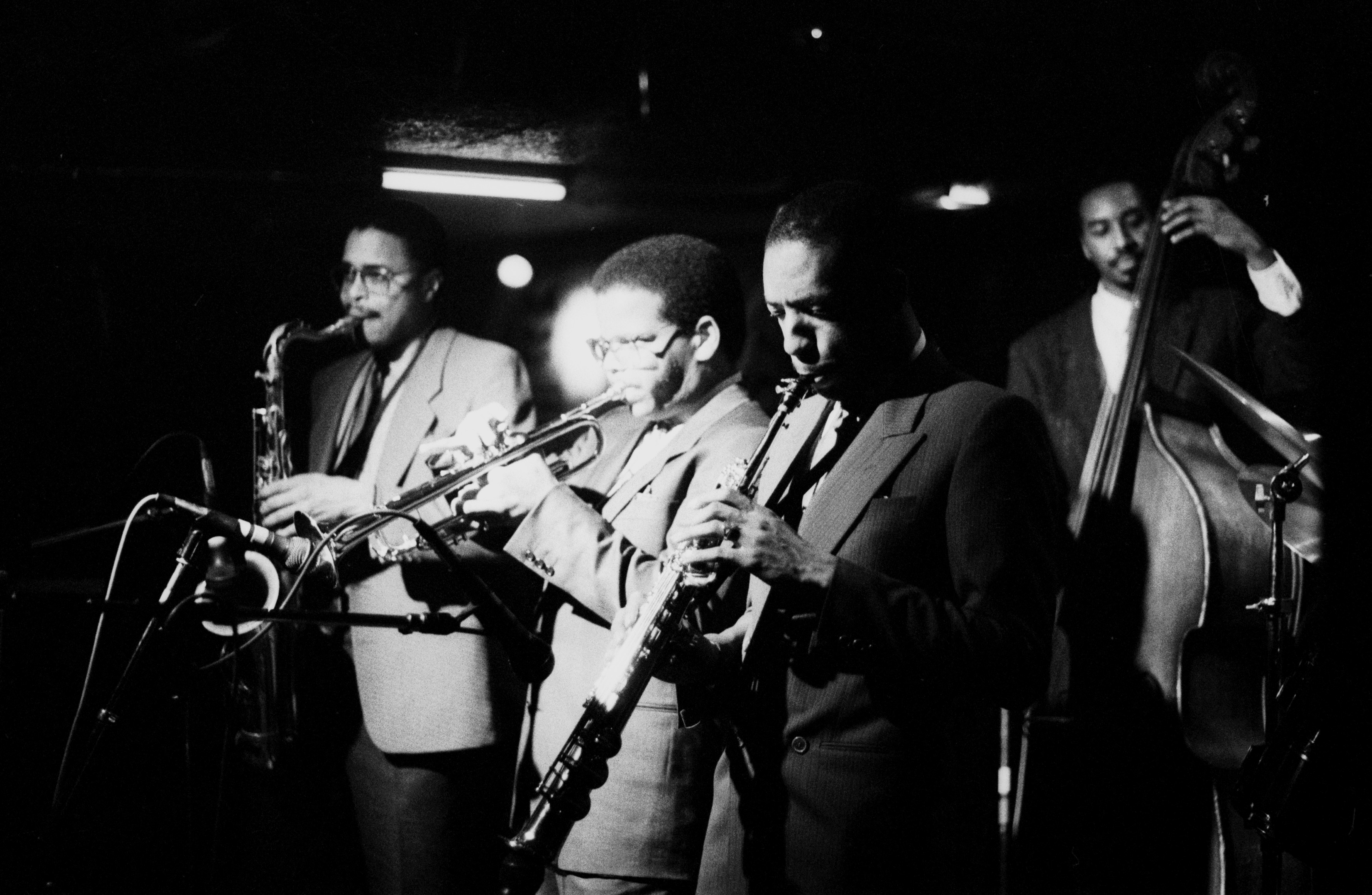
Die Jazz Messengers, einer der bekannten Vertreter des Hard Bop

Der Hard Bop (auch Hardbop) ist eine Unterart des Jazz, die sich in den 1950er Jahren aus dem Bebop entwickelte.

## Entwicklung
Der Hard Bop entwickelte sich seit Mitte der 1950er-Jahre. Er wurde als afro-amerikanische Gegenbewegung zum West Coast Jazz (Cool Jazz) verstanden. Die Hardbopper vereinfachten die technisch herausfordernden Melodienfolgen des Bebop, aber ohne die Intensität aufzugeben. Sie benutzten dafür beispielsweise die Quartenharmonik. Außerdem wurden neben dem rhythmischen Drive des Bebop Elemente aus dem Soul und Blues aufgenommen, was eine insgesamt „härtere“ als die bisherige Spielweise mit sich brachte. Die traditionellen Elemente der genannten Richtungen wurden technisch an ihre Grenzen entwickelt. Eine Unterart des Hard Bop ist der Soul Jazz, der noch geradliniger aufgebaut ist.
Art Blakey und seine Jazz Messengers waren für Jahrzehnte die wohl bekanntesten Vertreter dieses Stils. Viele Hardbopper gingen aus dieser Band hervor, etwa der Pianist Horace Silver (Mitbegründer der Vorläuferband der Jazz Messengers), der Trompeter Clifford Brown und der Saxophonist Lou Donaldson. Brown war auch der Co-Leiter des Max-Roach-Quintetts, das ebenfalls entscheidend an der Ausbildung dieses Stils beteiligt war. Weiterhin sind hier Musiker wie die Saxophonisten Dexter Gordon, Sonny Rollins, Cannonball Adderley und die Posaunisten Curtis Fuller und J. J. Johnson zu nennen, die jedoch noch anderen Jazzstilen zuzuordnen sind. Dasselbe gilt für Miles Davis und John Coltrane, die ab 1956 einige Stücke im Stil des Hardbop in ihr Repertoire aufnahmen.

## Wichtige Titel und sie interpretierende Musiker
- Blues March (Art Blakey)
- Daahoud (Clifford Brown/Max Roach)
- Dat Dere (Art Blakey & The Jazz Messengers)
- Jordu (Clifford Brown)
- Love for Sale (Miles Davis)
- Milestones (Miles Davis)
- Moanin’ (Art Blakey & The Jazz Messengers)
- Mosaic (Art Blakey & The Jazz Messengers)
- This Here (Cannonball Adderley)
- Turnpike (Clifford Brown, J. J. Johnson)
- Work Song  (Nat Adderley)
- Nica’s Dream  (Horace Silver)
- Adams Apple  (Wayne Shorter)

## Wichtige Alben
- 1953: Clifford Brown: Memorial Album (Blue Note Records)
- 1953: J. J. Johnson: The Eminent Jay Jay Johnson, Volume 1 (Blue Note)
- 1954: Art Blakey Quintet: A Night at Birdland (Blue Note)
- 1954: Horace Silver: Horace Silver and the Jazz Messengers (Blue Note)
- 1956: Miles Davis Quintet: Relaxin’, Steamin’, Cookin’, Workin’ (Prestige)
- 1956: Sonny Rollins: Saxophone Colossus (Prestige Records)
- 1957: John Coltrane: Blue Train (Blue Note)
- 1958: Art Farmer & Benny Golson: Modern Art (Blue Note)
- 1958: Cannonball Adderley (mit Miles Davis und Art Blakey): Somethin’ Else (Blue Note)
- 1958: Art Blakey and the Jazz Messengers: Art Blakey and the Jazz Messengers (Moanin’) (Blue Note)
- 1959: Curtis Fuller Jazztette: Blues-ette (Savoy Records)
- 1960: John Coltrane: Giant Steps (Atlantic Records)
- 1960: Hank Mobley: Soul Station (Blue Note)
- 1961: Art Blakey and The Jazz Messengers: Mosaic (Blue Note)
- 1963: Dexter Gordon: Our Man In Paris (Blue Note)
- 1964: Horace Silver: Song for My Father (Blue Note)